# 聖光学院中学校・高等学校
聖光学院中学校・高等学校（せいこうがくいんちゅうがっこう・こうとうがっこう）は、神奈川県横浜市中区滝之上に所在し、中高一貫教育を提供する私立男子中学校・高等学校。
完全中高一貫校で、カトリックを教義とする。

## 概要
1819年にフランスで創設されたキリスト教教育修士会の創設者ジャン・マリー・ド・ラ・ムネから思想を受け継ぐ。本学の守護聖人である宣教師フランシスコ・ザビエルの祝日12月3日を学校記念日としている。
校訓は「紳士たれ」(Be gentlemen) であり、現在の学校長は工藤誠一である。長きにわたり校長・学院長を務めたトマス・アンドレ・トランブレは2021年3月23日に他界した。
東京都世田谷区のセント・メリーズ・インターナショナル・スクールと静岡県静岡市駿河区の静岡聖光学院中学校・高等学校は姉妹校で交流があり、理事長及び校長が共通している。当校とセント・メリーズ・インターナショナル・スクールは、いずれもキリスト教教育修士会の学校法人聖マリア学園が運営する。静岡聖光学院は1977年3月に学校法人聖マリア学園から独立した。福島県伊達市の高校野球で著名な聖光学院高等学校とは関係がない。
2011年度から3年計画で段階的に全校舎を建て替えたが、東日本大震災や台風の影響で2014年11月15日に竣工した。
2007年度から2020年度まで文部科学省からスーパーサイエンスハイスクール (SSH) の指定を受けた。

## 沿革
- 1817年 - キリスト教教育修士会（学校法人聖マリア学園の母体）、フランスにて創立（現在、本部ローマ）
- 1958年 - 聖光学院中学校創立
- 1961年 - 聖光学院高等学校創立（1期生の高校進学に合わせて開校）

## 象徴

### 制服
冬服は白色の長袖ワイシャツ、黒色のイートンジャケット、灰色のニット・ネクタイ、黒色のズボンで、喪服に由来するイートン・カレッジの制服の意匠を採り入れたとされる。無襟が特徴で、胸ポケットに学年色の校章を付す。学年色は3色であったが現在は黄、紺、赤、緑、藤、水の6色。学年色は胸元につけるバッジの色で示され、6年周期で同じ色となる。
夏服は白色の半袖開襟シャツ、黒色のズボンで、シャツのポケットに学年色で校章の刺繍を施す。ズボンはかつて灰色であった。
2019年度から夏季休業期間中のみ学校指定のポロシャツが導入され、2021年度に夏服期間中の着用が許可された。当初は式典等での着用は許可されていなかったが、2025年度に式典時の着用が許可された。

### マスコット
マスコットは「ジェントルペンギン」。制服と赤い帽子が特徴的なペンギンをデフォルメしたキャラクターで、2020年6月にLINEスタンプを発売した。

## 行事

### 聖光祭
4月下旬または5月上旬の土日に文化祭である「聖光祭」が催されている。
2020年度は、新型コロナウイルスの影響で感染症対策、混雑回避のために食品は扱わずにチケット制で9月19日から22日に開催した。2021年度はコロナ禍の影響で10月2日から10月4日に開催した。2022年度は例年に従い4月30日と5月1日に来訪人数を制限せずに開催した。

### 体育祭
9月下旬に非公開で催し、中学生と高校1・2年生がクラス対抗の形式で5チームに分かれて優勝を争う。高校2年から文系と理系それぞれで普通2学級、選抜1学級、計6学級に分かれるため高校2年生は高校1年時所属クラスで参加する。クラス編成はA～Eまでのアルファベットだが、体育祭の時はA組が青、B組が黄、C組が緑、D組が白、E組が赤とクラスごとに色が割り振られ、普段と違い「色+組」で呼ばれる。
2019年度以前は1日のみの開催だったが、新型コロナウイルスが感染拡大した2020年度は9月10日、11日の2日間に渡って開催された。それ以降も2日間の開催が定番となっている。

## 部活動

### 運動部
- バスケットボール（中・高）
- 野球（軟式）（中・高）
- サッカー（中・高）
- 陸上
- 硬式テニス
- バレーボール
- バドミントン
- 空手
- 剣道
- 柔道
- 少林寺拳法
- 水泳
- 卓球

- 中学バスケットボール部は、2004年に私立学校では初めて神奈川県大会で優勝し、2022年に神奈川県ベスト16となった。
- 高校野球部は、2022年に全国高等学校軟式野球選手権大会神奈川県予選（夏季神奈川県大会）で準優勝した。
- 少林寺拳法部は、全国大会出場者を多数輩出している。
- 軟式テニス部は、2014年に廃部となった。

### 文化部
- 吹奏楽
- コンピューター
- 交通研究
- ギター
- 生物
- 物理科学
- 美術・書道
- 弦楽オーケストラ
- 地学天文学
- 地理・歴史巡見
- グリークラブ（合唱）
- 囲碁・将棋

- 囲碁・将棋部は、2005年に第2回文部科学大臣杯小・中学校囲碁団体戦全国大会中学生の部で第3位となった。
- 地学天文学部は、2009年に第2回日本地学オリンピック大会最優秀賞（第4回国際地学オリンピック大会日本代表）および優秀賞となる。

### 公認団体・同好会・趣味研
同好会などを含む学校認可団体を公認団体、聖光祭に展示団体として参加する団体を趣味研、それぞれを称し、本項目は両者を記す。
- ボールぽこぽこ
- 映像同好会
- クイズ研究会
- 聖光コンサートプロジェクト（SCP）
- 数学研究会
- 英語劇
- かるた会
- ディベート同好会
- 模擬国連
- 文映会
- マジック研究会

## 交通アクセス
- JR根岸線 山手駅から徒歩約10分
- 路線バス

| 下車駅           | 系統    | 下車停留所        | 運行事業者 |
| ---------------- | ------- | ----------------- | ---------- |
| JR根岸線桜木町駅 | 20      | 山手駅前、徒歩8分 | ■横浜市営  |
| JR根岸線根岸駅   | 21・103 | 滝の上、徒歩5分   | ■横浜市営  |

## その他
- ユーミンの「海を見ていた午後」で有名なレストラン「Dolphin」が近傍で、校舎内から根岸湾が見下ろせる箇所がある。
- 旧校舎の窓はキリスト教の思想に基づき東を向いていた（現在は窓が東向きの教室と西向きの教室が存在する）。
- 2018年から週刊モーニングで連載を開始したドラゴン桜2で、本校校舎が龍山高校校舎のモデルにされた[8]。
- 2025年にTBSで放映された御上先生で、本校がロケ地として利用された。[9]

## 兄弟校
- 静岡聖光学院中学校・高等学校
- セント・メリーズ・インターナショナル・スクール
- さゆり幼稚園

その他、世界各国にキリスト教教育修士会の系列兄弟校を多数擁する。

## 著名な出身者
- 小田和正（ミュージシャン、オフコースのメンバー、3期）
- 鈴木康博（ミュージシャン、オフコースのメンバー、3期）
- 地主道夫（ミュージシャン、オフコースのメンバー、3期）
- 須藤尊史（オフコースのメンバー、3期）
- 長岡亮介（明治大学理工学部教授、3期）
- 中嶋成博（元富士フイルムホールディングス社長、元日本化学工業協会副会長、4期）
- 田中伸男（国際エネルギー機関事務局長、5期）
- 小林和行（建築家、オフコースのメンバー、5期）
- 松本純（防災担当大臣、国家公安委員会委員長、前衆議院議員、6期）
- 小松一郎（内閣法制局長官、内閣官房参与、在フランス特命全権大使、6期）
- 石橋幸治（テレビ朝日元アナウンサー、6期）
- 大塚将司（ジャーナリスト、6期）
- 矢部彰（元カリフォルニア大学バークレー校機械工学科教授、元日本機械学会会長）
- 佐藤直良（元国土交通事務次官、元国土交通省河川局長、先端建設技術センター理事長、8期）
- 工藤誠一（本校現校長、教育者、11期）
- 鈴木繁治（元会計検査院事務総長、元駐ルクセンブルク特命全権大使、11期）
- 鐸木能光（作家、ミュージシャン、11期）
- 中川裕（千葉大学大学院人文社会科学研究科教授、11期）
- 伊奈正人（東京女子大学現代教養学部社会学専攻教授、12期）
- 榊真二（東急ハンズ社長、東急リバブル社長、不動産流通経営協会理事長、12期）
- 石川一郎（テレビ東京ホールディングス社長、テレビ東京社長、13期）
- 上坂充（東京大学大学院工学系研究科教授、内閣府原子力委員会委員長、日本原子力学会会長、13期）
- 金子武志（裁判官、札幌高等裁判所部総括判事、元千葉地方裁判所部総括判事、14期）
- 米田俊彦（お茶の水女子大学教授、教育史、14期）[10]
- 小川良介（第14代農林水産審議官、第10代農林水産省消費・安全局長、内閣府食品安全委員会事務局長、18期）
- 金子洋一（元参議院議員、18期）
- 深瀬勝範（経営コンサルタント、社会保険労務士、18期）
- 杉村太郎（㈱ジャパンビジネスラボCEO、我究館会長、プレゼンス会長、ハーバード大学研究員、19期）
- 髙杉優弘（駐コロンビア特命全権大使、内閣官房内閣審議官、20期）
- 夏目季代久（九州工業大学教授、生物学、20期）
- 野村竜一（気象防災監、20期）
- 落合功（青山学院大学経済学部教授、21期）
- 西原大輔（比較文学者・詩人、東京外国語大学国際日本学部教授、22期）
- 奥田亡羊（歌人、23期）
- 杉本哲哉（株式会社マクロミル創業者、株式会社グライダーアソシエイツ代表取締役社長、23期）
- 倉石一郎（京都大学大学院人間・環境学研究科教授、教育社会学、25期）
- 蜂屋誠一（児童文学作家、25期）
- 堀禎一（映画監督、25期）
- 角澤照治（テレビ朝日アナウンサー、26期）
- 北田暁大（社会学者、東京大学大学院情報学環教授、27期）
- 高島宏平（オイシックス・ラ・大地代表取締役社長、29期）
- 曽我部真裕（京都大学大学院法学研究科教授、30期）
- 勝沼栄明（元衆議院議員、30期）
- 大西卓哉（JAXA宇宙飛行士、31期）
- 藤原徹平（FUJIWALABO代表、横浜国立大学大学院Y-GSA准教授、31期）
- 川島和正（ビジネス書作家、世界を旅する年収1億円ブロガー、35期）
- 中山祐次郎（外科医、作家「泣くな研修医」シリーズ、36期）
- 久保田裕也（株式会社オトバンク代表取締役社長、38期）
- 藤巻健太（衆議院議員、藤巻健史の長男、39期）
- 米重克洋（株式会社JX通信社代表取締役、44期）
- 川口成彦（ピアノ、フォルテピアノ、チェンバロ奏者、45期）
- 西塚真吾（ミュージシャン、anderlustのベーシスト、46期）
- 荒川龍太（ボート選手、2018年アジア競技大会銅メダル、50期）
- リップグリップ（岩永圭吾、倉田紘顕）（お笑いコンビ、50期）
- 河野玄斗（タレント、YouTuber、51期）
- 宮川尚博（会計検査院事務総長、期数不明）